# 김대의
김대의(한국 한자: 金大儀, 1974년 5월 30일 ~ )는 대한민국의 전 축구 선수로서 포지션은 공격수였다.

## 개요
경기도 화성시에서 태어나 안용중학교, 정명고등학교, 고려대학교를 졸업하였다. 지치지 않는 부지런한 움직임과 빠른 돌파를 통한 저돌적인 전방 침투를 주무기로 하여 '폭주기관차'라는 별명을 얻었다. 홍콩의 코믹 영화배우인 저우싱츠(주성치)를 닮아 '김성치'라는 별명이 붙기도 하였다.

## 축구인 생활

### 선수 생활
고려대학교를 졸업한 뒤, 1997년 K-리그의 그는 드래프트를 거부하고 실업 축구단인 한일은행에서 자신의 성인 축구 경력을 시작하였다. 하지만 입단 초기에 불어닥친 IMF 구제금융사건으로 인해 축구단이 해체되면서, J리그의 제프 유나이티드 이치하라 지바로 옮겨 활약하였다. 하지만 4경기에 출전하는 것으로 그쳤으며, 1999년 실업 축구단인 울산 현대미포조선으로 이적하였다.
2000년 성남 일화 천마에서 K-리그 무대에 데뷔하여, 2001년부터 2003년까지 성남 일화 천마의 K-리그 3연패에 크게 기여하였다. 특히, 2002년에는 K-리그 MVP를 차지하였다. 2002년에는 K-리그 통산 4번째로 한 시즌내에 10-10클럽에 가입하였고, 2003년 6월 25일 전북 현대 모터스와의 홈 경기에서 K-리그 통산 37번째로 20-20클럽에 가입하였다.
2004년 수원 삼성 블루윙즈로 이적하여, 팀의 K-리그 2회 우승 (2004년, 2008년)과 1회 준우승 (2006년) 등에 기여하였다. 2007년 6월 16일 경남 FC와의 홈 경기에서 K-리그 통산 20번째로 30-30클럽에 가입하였다.
2002년부터 2004년까지 연속으로 K리그 베스트 11에 선정되었고, 2001년부터 2004년까지 K-리그 우승을 차지하여 K-리그 역대 최초로 4년 연속 리그 우승을 차지한 선수가 되었다.
2010년부터 플레잉 코치가 되어 지도자 과정을 준비하기 시작하였다. 차범근 감독이 성적 부진으로 사퇴하고 팀에 새롭게 들어온 윤성효 감독 체제 하에서 김대의 선수의 자리는 점점 없어졌다. 이 때문에 팀과의 계약이 끝나는 2010년을 끝으로 수원에서의 선수 생활을 마감했다. 그리고 2011년부터 이임생 감독이 이끄는 싱가포르의 홈 유나이티드 FC에서 선수 생활을 이어가다가 은퇴하였다.

### 국가 대표 생활
1997년 9월 28일, 1998년 FIFA 월드컵 예선에서 일본과의 경기로 A매치 데뷔전을 치렀다. A매치 13경기에서 3골을 넣었다.

### 지도자 생활
은퇴 후 홈 유나이티드의 코치로 부임해 이임생 감독을 보좌하면서, 2011 싱가포르 FA컵에서 우승을 공헌하였다. 2013년 서정원 감독의 부름을 받고 수원 삼성 블루윙즈의 스카우트로 부임해 친정팀에 복귀하였고, 이듬해 2014년부터 매탄고등학교 감독직을 역임하였다. 2016년부터 스카우트 직책으로 복귀, 한 시즌 동안 활동하였다.
2017년 10월 12일 수원 FC 감독직에 선임되었다.
하지만 2019년 10월 29일날 성적부진으로 자진사퇴했다. 최하위 떨어졌다.
2021년 서정원 감독을 보좌할 수석 코치로 청두 싱청에 합류하게 되었다.

### 플레이 스타일
현역 시절 주포지션 오른쪽 윙어로써 처음에는 공격형 윙어로써 뛰다가 선수 시절 말기에는 윙백으로도 자주 플레이를 했다. 때로는 왼쪽 윙어로써도 뛰며 좌우를 안 가리는 멀티 측면 윙어였다.

## 그 외
2002년에는 대한축구협회 공식홈페이지에서 축구팬들을 대상으로 한 '2002 K-리그 최고의 선수'에 선정되기도 하였다.
2007년에는 '스파이더맨'을 좋아하는 아들의 부탁을 받고 경기 중 골을 넣을 때마다 '스파이더맨 세레모니'를 펼치기도 하였다. 이에 영화 '스파이더맨'의 배급사로부터 감사의 표시로 아들을 위한 선물을 받기도 하였다.

## 경력

### 선수 경력
- 1997년  한일은행
- 1998년  제프 유나이티드 이치하라 지바
- 1999년  울산 현대 미포조선
- 2000년 ~ 2003년  성남 일화 천마
- 2004년 ~ 2010년  수원 삼성 블루윙즈
- 2011년  홈 유나이티드 FC

## 수상

### 개인
- 1999년 실업 봄철연맹 최우수선수상 수상
- 2002년 K-리그 MVP 수상
- 2002년 K-리그 베스트 11 선정
- 2004년 K-리그 베스트 11 선정

### 클럽

#### 제프 유나이티드 이치하라 지바
- J리그 컵 준우승 1회 (1998년)

#### 성남 일화 천마
- K-리그 우승 3회 (2001년, 2002년, 2003년)
- FA컵 준우승 1회 (2000년)
- 아디다스 컵 우승 1회 (2002년)
- 아디다스 컵 준우승 1회 (2000년)
- 대한민국 슈퍼컵 우승 1회 (2002년)
- 대한민국 슈퍼컵 준우승 1회 (2000년)

#### 수원 삼성 블루윙즈
- K-리그 우승 2회 (2004년, 2008년)
- K-리그 준우승 1회 (2006년)
- FA컵 우승 1회 (2009년)
- FA컵 준우승 1회 (2006년)
- 삼성 하우젠 컵 우승 2회 (2005년, 2008년)
- 대한민국 슈퍼컵 우승 1회 (2005년)
- A3 챔피언스컵 우승 1회 (2005년)
- 팬퍼시픽 챔피언십 우승 1회 (2009년)